# Abraham Silberschein
Adolf Henryk Silberschein ou Abraham Silberschein (né le 31 mars 1882 à Lemberg, mort le 30 décembre 1951 à Genève), avocat polonais d’origine juive, activiste du Congrès juif mondial, sioniste, député au parlement polonais (1922-1927) du Bloc des Minorités nationales. Membre du groupe Ładoś, associant informellement des organisations juives et des diplomates polonais qui fabriquaient et passaient en contrebande, en Pologne occupée, des passeports latino-américains et qui ont ainsi sauvé leurs titulaires de la déportation vers les camps d’extermination.

## Biographie
Abraham Silberschein est le fils de Jakub Silberschein, dentiste, et de son épouse Anna née Polturak. Il achève ses études de droit et commence à exercer le métier d'avocat à Lwów. Il est actif au sein des organisations sionistes et il est le vice-président de l'Organisation sioniste de Pologne (pl). Il est également membre de la direction du Parti sioniste du travail « Hitachduth ». En 1922 il devient député de la diète de Pologne. Il quitte Lwów le 9 août 1939 et s'installe à Genève.
Pendant la Shoah, dans le cadre du Comité d'Aide « Relico » fondé à Genève, Silberschein tente de sauver des Juifs en leur fournissant des passeports latino-américains. 
Dans un premier temps ces actions ont un caractère individuel mais dans les années 1942-1943 elles gagnent en ampleur. Silberschein entretient un contact proche avec les diplomates polonais, Juliusz Kuhl, Stefan Ryniewicz et Konstanty Rokicki. Il leur transmet des listes de personnes provenant des ghettos avec des photos qui servent à compléter de faux passeports achetés au notaire bernois Rudolf Huglie, consul honoraire du Paraguay corrompu. Silberschein obtient une partie de fonds destinés à payer les pots-de-vin à Huglie. Il coopère aussi avec José Maria Barreto, consul du Pérou, reconnu par la suite Juste parmi les Nations, ainsi qu’avec d’autres consuls des pays de l’Amérique latine.
En automne 1943 Silberschein est temporairement arrêté par la police suisse. Il avoue alors qu’il travaillait sur demande de Ryniewicz et de Rokicki, qui lui révélèrent l’existence du mécanisme de production des passeports et lui proposèrent la coordination de l’opération. Ainsi, les passeports pouvaient être fabriqués en série, ce qui diminuait leur prix. « On parlait d’un véritable « marché noir » de passeports. Les messieurs de la légation m’ont expressément demandé que je prenne la responsabilité de cette affaire, ce que j’ai fait au nom de « Relico ». L’argent nécessaire pour acquérir les passeports de Huglie provenait – selon lui – « de sources diverses, y compris du Comité palestinien à Jérusalem, du Congrès juif mondial à New York et d’autres organisations juives de New York et d’Istanbul, ainsi que de personnes privées résidant aux États-Unis et en Suisse »
Après l’arrestation de Silberschein, le conseiller Radca Stefan Ryniewicz décida d’intervenir pour plaider pour sa libération.
On considère que les actions du groupe Ładoś permirent de sauver la vie de 400 personnes – il s’agissait principalement de Juifs qui reçurent les passeports du Paraguay. Dans le cas de Silberschein il faut également ajouter une partie de personnes qui furent épargnées grâce aux passeports d’autres nationalités, y compris ceux du Pérou.
Après la guerre Silberschein resta à Genève où il épousa la directrice du "Comité International pour le Placement des Intellectuels Réfugiés" Fanny Hirsch qui aurait participé également à l’action de sauvetage. Il mourut en décembre 1951 et est inhumé au cimetière juif local.

## Sources
- VIAF
- ISNI
- LCCN
- GND
- Pays-Bas
- Pologne
- Israël
- NUKAT
- WorldCat

- (en) Cet article est partiellement ou en totalité issu de l’article de Wikipédia en anglais intitulé « Abraham Silberschein » (voir la liste des auteurs).